# Nyctiophylax articulatis
Nyctiophylax articulatis is een fossiele soort schietmot uit de familie Polycentropodidae.